# Plaidter Hummerich
Koordinaten: 50° 23′ 15″ N, 7° 22′ 5″ O
Der Plaidter Hummerich ist der weitestgehend abgetragene Hausberg von Plaidt in der Verbandsgemeinde Pellenz im Landkreis Mayen-Koblenz in Rheinland-Pfalz. Er grenzt an die Ortschaften Kruft und Kretz an. Geografisch gehört er zur Pellenz.

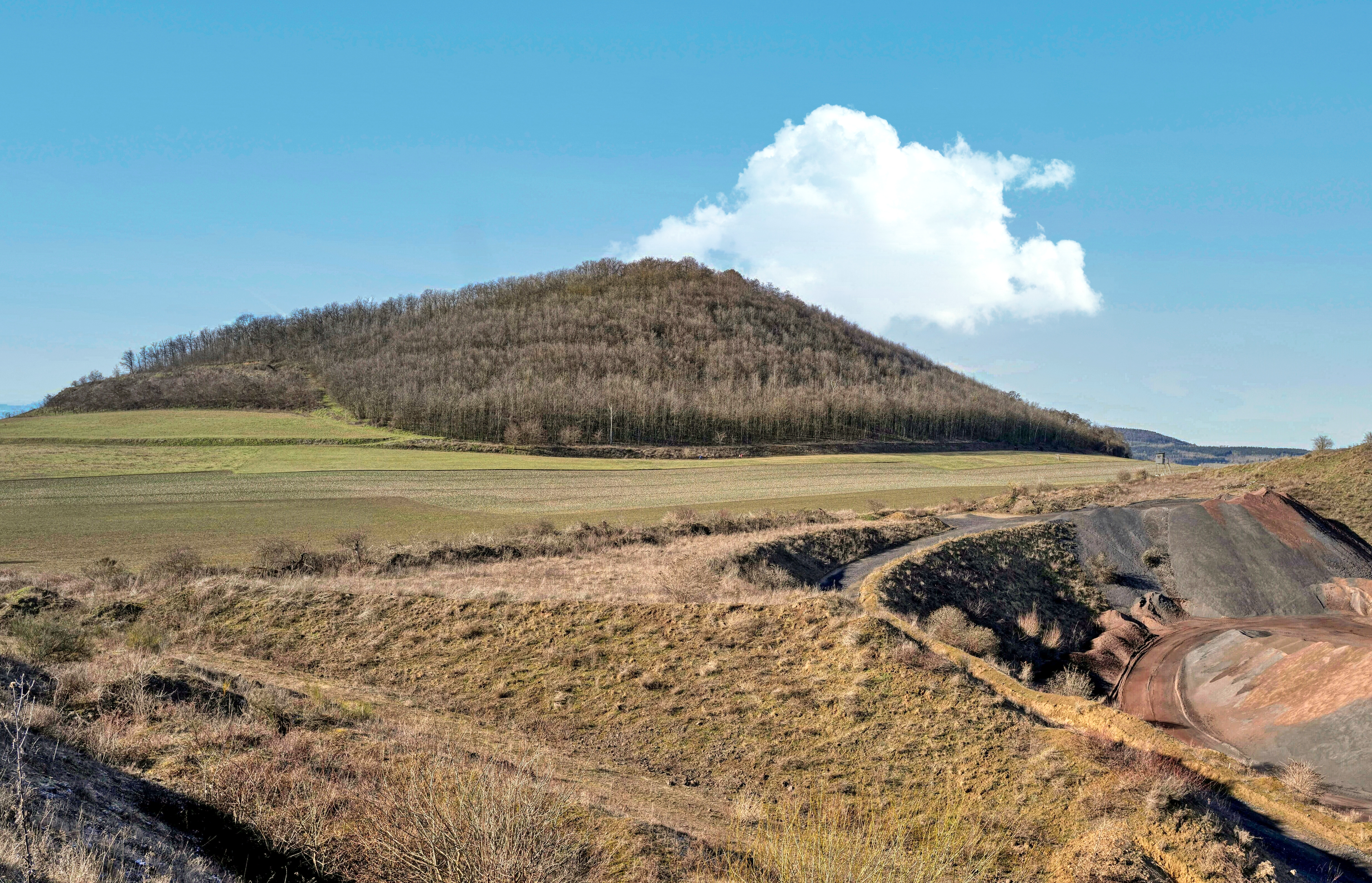
Der Steinbruch vom Hummerich vor dem Korretsberg

Der Berg ist ca. 225 m hoch. Im Jahr 1958 wurde ein den Berg umfassendes Landschaftsschutzgebiet eingerichtet. Ab 1975 wurde für die Vereinigte Lavawerke VELAG GmbH & Co. KG sowie die Theis KG eine Ausnahme zum Betreiben eines Steinbruchs erteilt, das Landschaftsschutzgebiet besteht fort. Der später den Berg umfassende Steinbruch Plaidter Hummerich ist mit dem Nebenbruch am Kollert verbunden. Der Berg besteht vor allem aus vulkanischen Basaltschlacken und Laven mit kleinen Kristallen, die dort abgebaut werden. Auf dem Gipfel wurden ab 1983 unter anderem Relikte der Neandertaler geborgen. Neben dem Steinbruch befinden sich der Keltershäuserhof, die A 61 sowie das Naturschutzgebiet Korretsberg, in dem sich der gleichnamige Berg befindet. Im Jahr 2025 wurde eine Erweiterung des Steinbruchs beschlossen.
Während des Nationalsozialismus befand sich auf dem Berg ein Hangsegelfluggelände der Reichssegelflugschule Hummerich. Bis 1956 war das Gelände französisch besetzt. Auf dem Berg wurden bis 1968 durch die Henschel Flugzeugwerke AG Hubschrauber getestet.